# (8332) Ivantsvetaev
(8332) Ivantsvetaev es un asteroide perteneciente al cinturón de asteroides, región del sistema solar que se encuentra entre las órbitas de Marte y Júpiter, descubierto el 14 de octubre de 1982 por Liudmila Zhuravliova y Liudmila Karachkina desde el Observatorio Astrofísico de Crimea (República de Crimea).

## Designación y nombre
Designado provisionalmente como 1982 TL2. Fue nombrado en honor a Ivan Vladimirovich Tsvetaev (1847-1913), quien fue crítico de arte, profesor de filología en las universidades de Varsovia, Kiev, Moscú y San Petersburgo. Fue el fundador y primer director del Museo de Bellas Artes de Moscú y director del Museo Rumyantsev.

## Características orbitales
Ivantsvetaev está situado a una distancia media del Sol de 2,366 ua, pudiendo alejarse hasta 2,704 ua y acercarse hasta 2,028 ua. Su excentricidad es 0,143 y la inclinación orbital 5,272 grados. Emplea 1329,39 días en completar una órbita alrededor del Sol.

## Características físicas
La magnitud absoluta de Ivantsvetaev es 14,12. Tiene 3,984 km de diámetro y su albedo se estima en 0,301. 